# Stapelhuis Sint-Felix
Het Stapelhuis Sint-Felix, tegenwoordig Felixpakhuis genoemd, is een monumentaal pakhuis uit 1858, aan de Godefriduskaai nr. 30 in Antwerpen, met een centrale doorgang naar de Oudeleeuwenrui. Sinds 2006 is in het gebouw het Antwerpse stadsarchief FelixArchief gevestigd. Het is gelegen aan het Willemdok, tegenover het MAS of het Museum aan de Stroom, in de wijk 't Eilandje.

## Gebouw
Dit pakhuis in neo-classicistische stijl werd in 1858 opgetrokken naar een ontwerp van architect Felix Pauwels in opdracht van de Compagnie Générale de Matériels de Chemin de Fer. Het pakhuis diende voor opslag van - aanvankelijk koloniale - bulkgoederen zoals suiker, tabak, thee en koffie, hop, graan, kaas en wijn. Het stapelhuis met een stapeloppervlakte van 22 405 m² omvat twee vleugels met elkaar verbonden door een binnengang bekroond met een glazen kap.
Het complex kende een bewogen geschiedenis. Na een brand in 1861 werd het heropgebouwd met toevoeging van een beglaasde doorgang tussen de Oudeleeuwenrui en de Godefriduskaai. Bij de heropbouw in opdracht van de Societé en Commandité de l'Entrepot recupereerde men nog bestaande bouwelementen zoals de gietijzeren kolommen waar houten moerbalken op rusten. Tot 1975 bleef het gebouw functioneren als stapelhuis.

### Monument
Het Sint-Felixpakhuis is een van de belangrijkste voorbeelden van een 19e-eeuws pakhuis ("entrepot") aan het Antwerpse Eilandje.  In 1976 werd het beschermd als monument waarna tot 1997 leegstand volgde.
In 1976 werd het beschermd als monument. Sedert 1994 maakt het ook deel uit van een bouwblok met pakhuizen, beschermd als stadsgezicht.

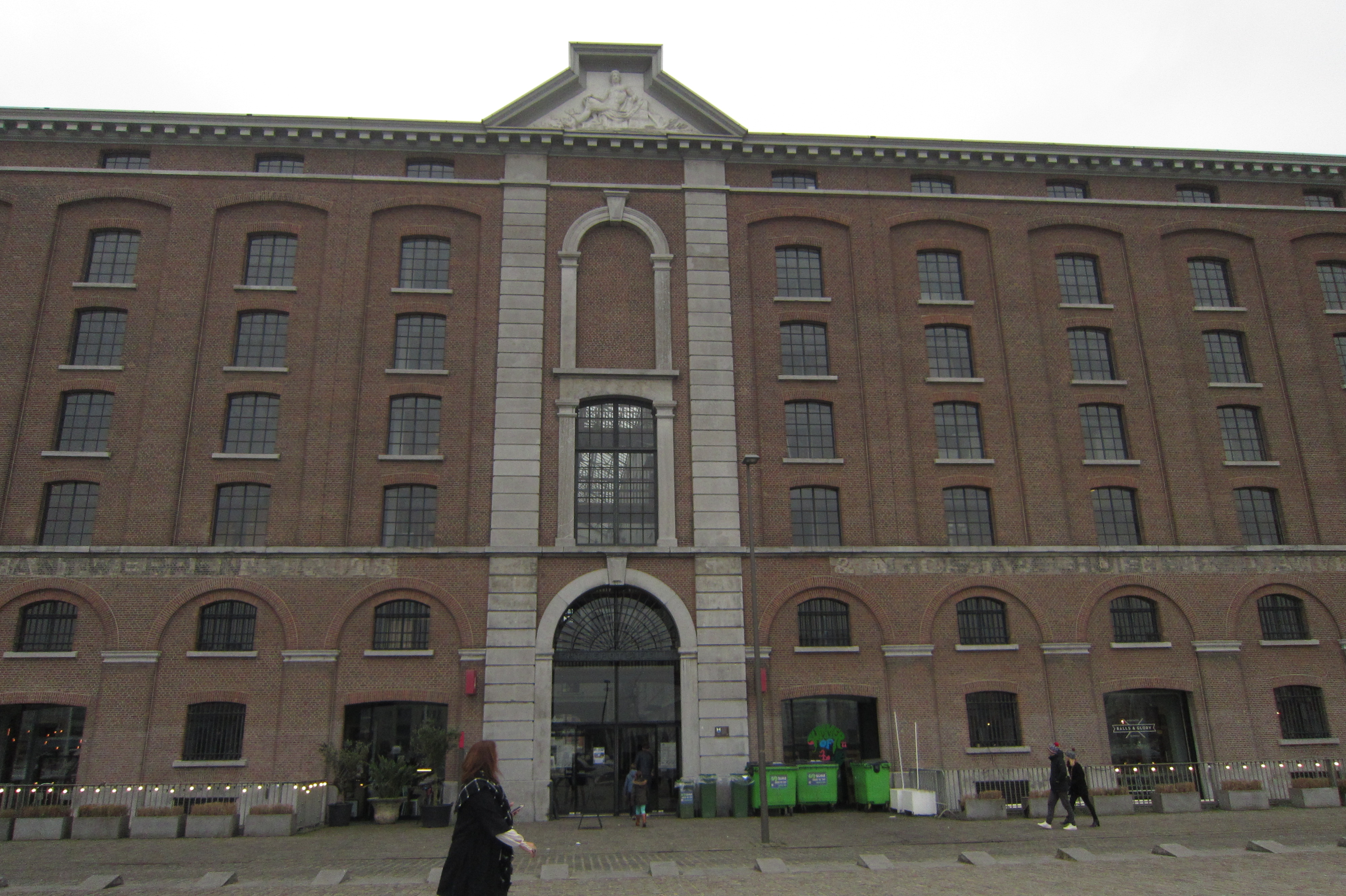
Voorgevel Stapelhuis Sint-Felix
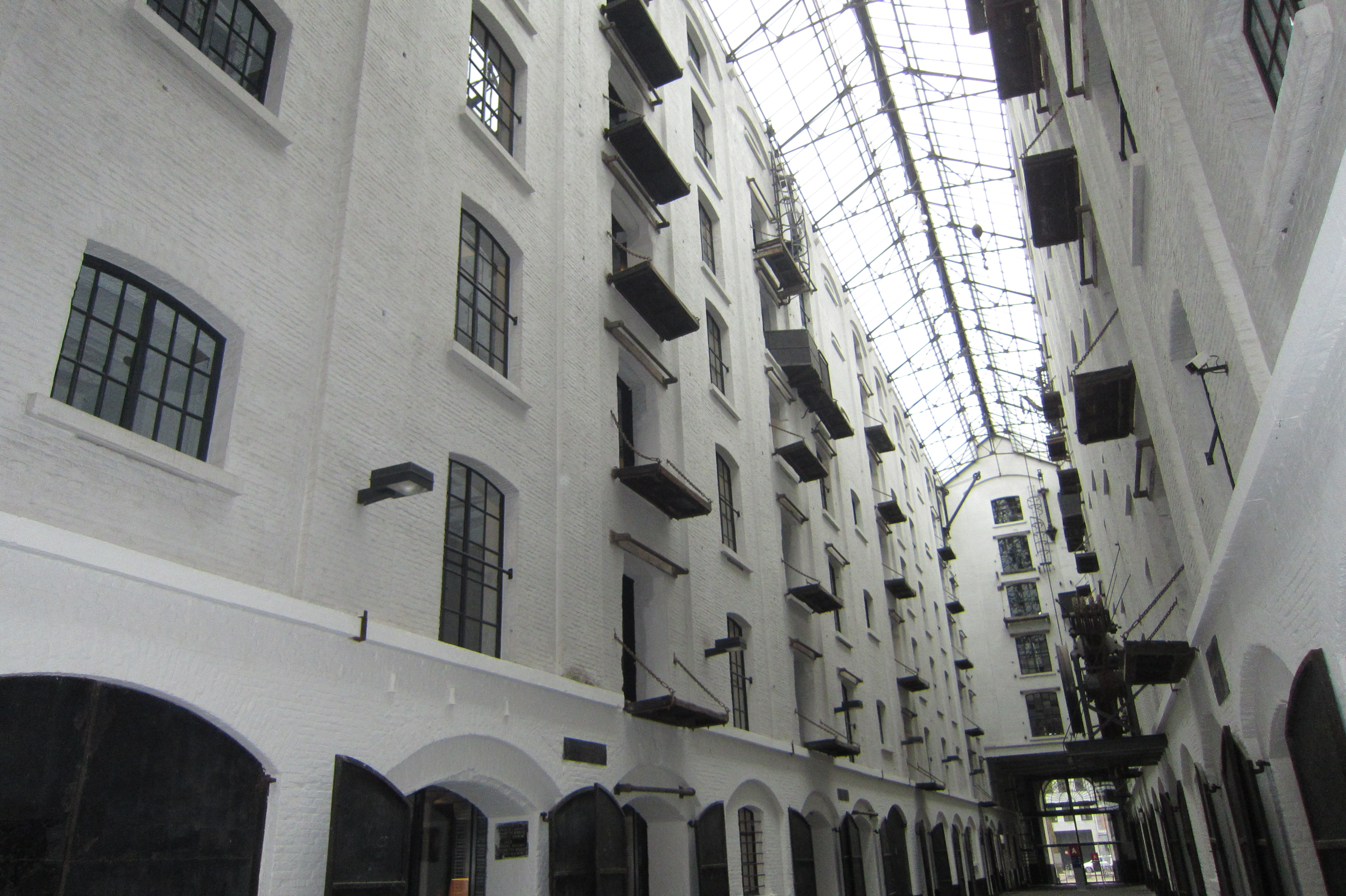
Beglaasde centrale doorgang Stapelhuis Sint-Felix
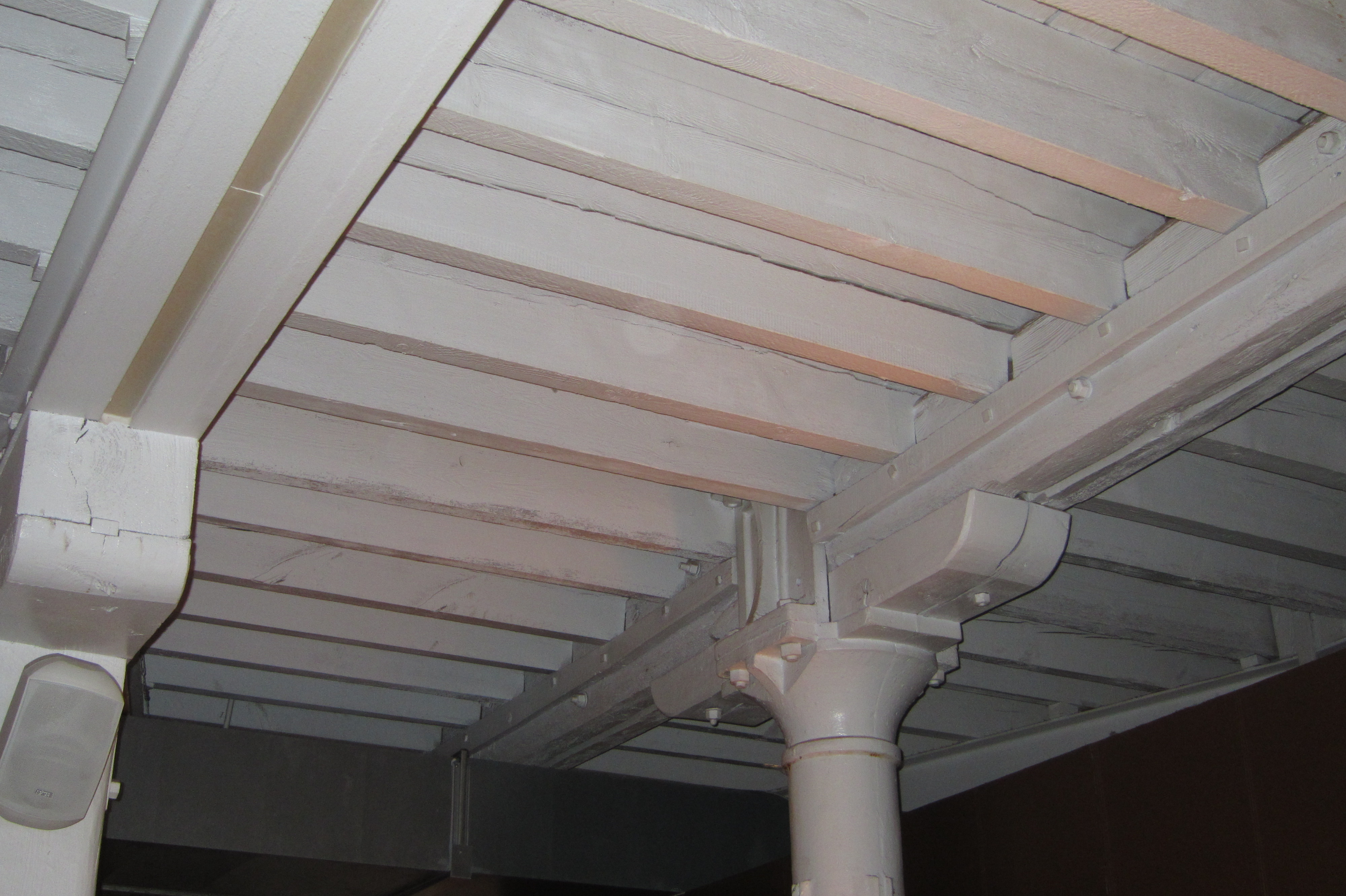
Basisstructuur gietijzeren kolommen en houten moerbalken in het Stapelhuis Sint-Felix

## Felixarchief
Het geheel kreeg in 2006 de functie van Antwerps stadsarchief: het Stadsarchief Antwerpen of Felixarchief, dit na een grondige renovatie door het architectenkantoor Robbrecht & Daem. De leeszaal op de zesde verdieping kreeg daarbij een nieuwe zelfdragende tentvormige dakstructuur. Ook het archief van het Havenbedrijf Antwerpen is er ondergebracht. De leeszaal, de binnenstraat en enkele lokalen op de benedenverdieping zijn toegankelijk voor het publiek. Tijdens de restauratiewerken aan het Stadhuis (2018-2021) verliepen de huwelijksceremonieën in het Felixpakhuis.